# Un Blodymary
Un Blodymary è il secondo e l'ultimo album del gruppo musicale pop spagnolo Las Ketchup, pubblicato nel 2006.
Dall'album è stato estratto l'omonimo singolo Un Blodymary, canzone con cui il gruppo ha rappresentato i colori della Spagna all'Eurovision Song Contest 2006, raggiungendo in gara il 21° posto, con 18 punti.
L'album, a livello commerciale, ha ottenuto risultati deludenti rispetto all'album di debutto Hijas del Tomate mentre l’omonimo singolo  ha conquistato la top10 delle classifiche di Finlandia, Spagna e Ungheria.

## Tracce
1. Un Blodymary
2. Doctora laser
3. Paparazzi
4. Doble bombo
5. Desafina como quieras
6. Se me escapo el maromo
7. El neceser de mi paco
8. La comentarista
9. Alegrias de mi tanga
10. Imagina